# Los Millares
Los Millares (dt. die Tausend) ist eine kupferzeitliche Siedlung in Andalusien. Sie liegt auf einer Erhebung ca. 25 Kilometer nördlich von Almería am Zusammenfluss der Rambla de Huechar mit dem Río Andarax zwischen den Gemeinden Santa Fé de Mondújar und Gádor im Südosten Spaniens. Los Millares besteht aus einer umwallten Siedlung und einer Ansammlung von Ganggräbern. Sie gab der Los Millares-Kultur, deren Einfluss auf die Kulturen im Süden Spaniens und Portugals erheblich war, ihren Namen. Los Millares ist der Ort mit der größten bisher bekannten Kuppelgrabnekropole (über 100 Anlagen) und damit der einzige Fundort, von dem Siedlung und Bestattungsplatz gleichermaßen bekannt ist.

## Datierung
Die Kultur des 3. und frühen 2. Jahrtausends v. Chr. baute Wein und Oliven an und hinterließ eine mit Symbolen verzierte Keramik, die sich primär in Megalithanlagen und Kuppelgräbern fand (nach Leisner unterschieden in die Phasen I + II). Die Siedlung wurde von ca. 3200 v. Chr. bis 2250 v. Chr. bewohnt. Nach Einschätzung der Archäologen führten zu dieser Zeit die Flüsse Andalusiens deutlich mehr Wasser. Das Klima soll damals eine fast tropisch zu nennende Vegetation ermöglicht haben.

## Entdeckungsgeschichte
Die Siedlung wurde im Jahr 1891 beim Bau der Eisenbahn durch das Tal des Río Andarax entdeckt. Der Belgier Luis Siret, der wenige Jahre später die Nekropole von Almizaraque entdeckte, nahm die erste Ausgrabung vor. Weitere Ausgrabungen folgten. Die Eisenbahn verläuft heute in einem Tunnel unterhalb des Hügelkamms.

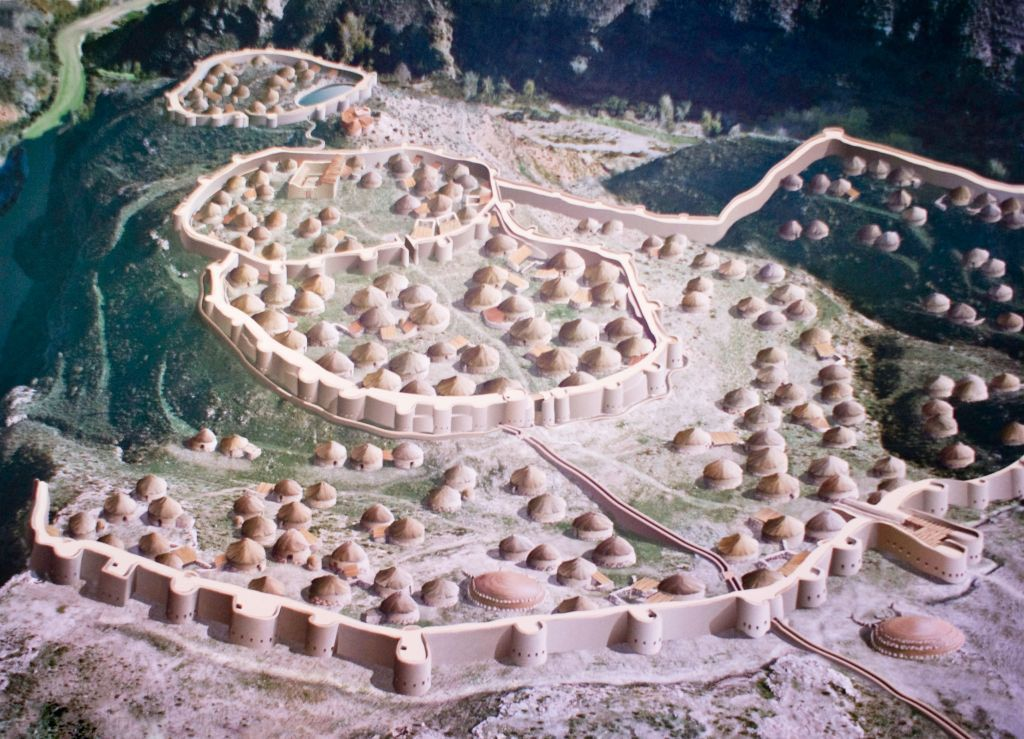
Modell der Siedlung

## Umwallter Bereich
Die Siedlung bedeckt eine Fläche von etwa fünf Hektar. Im Unterschied zu neolithischen Siedlungen wird sie von drei konzentrischen Steinmauern umschlossen – die äußere ist etwa zwei Meter dick und hat in unregelmäßigen Abständen halbrunde Bastionen und ein monumentales Eingangstor; sie umschließt Nekropole und Siedlungsplatz. Eine zweite Steinmauer mit Eingangstor innerhalb des von der äußeren Mauer eingegrenzten Geländes trennt die Siedlung von der Nekropole. Innerhalb des durch die zweite Mauer begrenzten Territoriums teilt eine dritte, die innerste Mauer den als Herrschaftsresidenz gedeuteten Bereich am Ende des Hügelkamms vom Wohn- und Handwerksbereich ab. Diese dritte Mauer wurde jedoch bereits während der Besiedlungsphase wieder zerstört. Radiokarbon-Datierungen zufolge soll die äußerste Mauer um 3025 v. Chr. kollabiert und danach wieder stärker errichtet worden sein.
Außerhalb der äußersten Mauer befinden sich ca. dreizehn unterschiedlich große Befestigungen, die als Verteidigungsbauwerke gedeutet werden. Sie sind in der Umgebung auf kleineren Erhebungen positioniert. Ein Teil dieser Befestigungen, wie auch die Besiedlung selbst, verfügen über Zisternen.
Die noch wenig untersuchte Siedlung enthält die Fundamente von Rundhütten von etwa 6 Meter Durchmesser, die sich meist an die Mauer anlehnen. Innerhalb der rechteckigen Gebäude wurden Anhaltspunkte für Kupferschmelze gefunden. Deshalb wird Los Millares als wichtig für das Verständnis des Übergangs von der Jungsteinzeit zur Bronzezeit angesehen. Vier runde Steinbauten liegen auf einem Hügelkamm, in einer Entfernung von etwa 0,8 Kilometern. Der größte hat etwa 30 Meter im Durchmesser, besteht aus doppelten miteinander verbundenen konzentrischen Steinmauern und hat an der Außenseite ebenfalls Bastionen, die keine fortifikatorische Funktion besaßen.
Im Westen liegen um die 80 Kuppelgräber in runden Steinhaufen mit einem mittleren Durchmesser von 15 Metern. Einige sind vollmegalithisch, andere haben megalithische Wände und Kraggewölbe aus Trockenmauerwerk. Die stets runden Kammern haben teilweise Seitenkammern aus Trockenmauerwerk. Die kurzen, niedrigen Gänge sind oft in Gang und Vorkammer unterteilt. Einige Kammern sind mit Platten ausgelegt und bemalt. Von einigen der Gänge zweigen Nischen ab, die möglicherweise zu Begräbniszwecken (z. B. von Kindern) dienten. Die uneinheitliche Ausrichtung (z. B. Ost oder Süd) der Gräber scheint sich der Topographie anzupassen. Die Archäologen gehen davon aus, dass jedes Kuppelgrab einer Sippe oder einem Clan vorbehalten war.

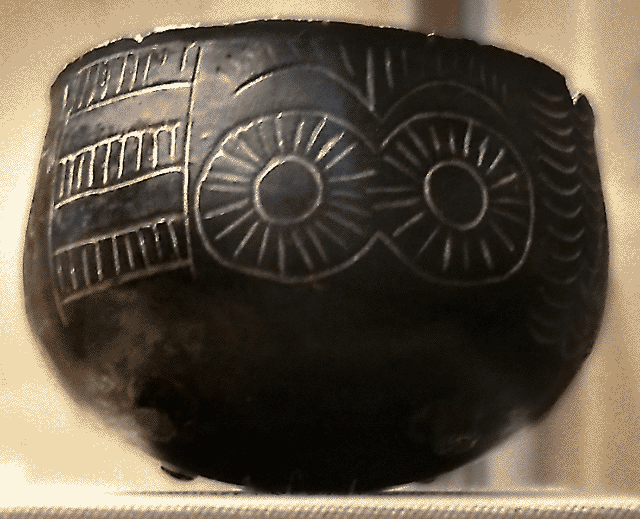
Augenidol auf einem Keramikgefäß

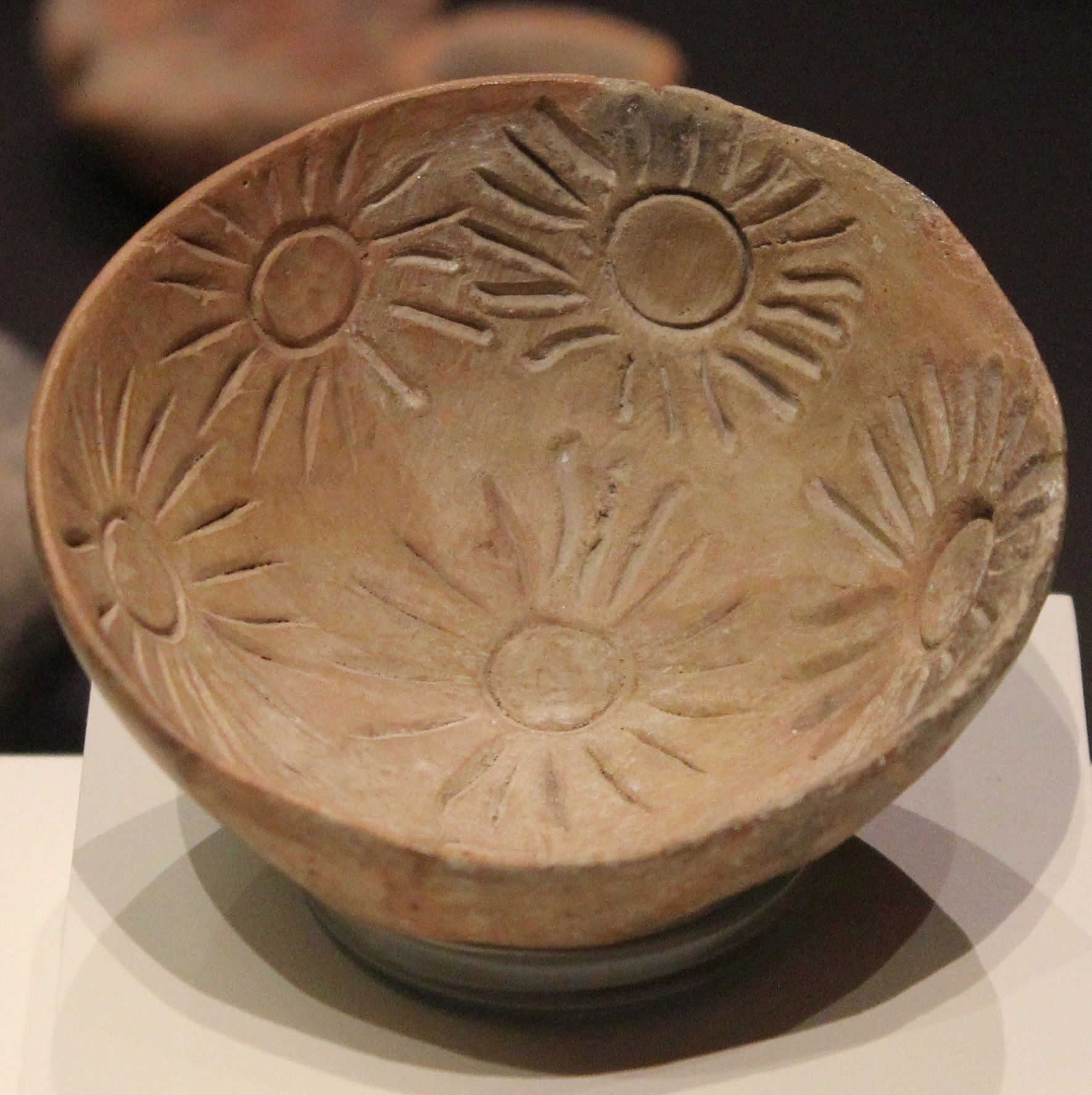
Schüssel (span. cuenco) mit Sonnenmotiven

In den Bauten wurden reiche Funde gemacht: Keramik des Almería-Typs, allerdings mit konischen (nicht bauchigen) Gefäßen, reich verzierte Ware, vor allem Symbolkeramik (Doppelspiralen bzw. Oculi Augenidole), deren Motive auch auf verschiedenen Idolen aus Stein, Ton und Knochen erscheinen, sowie Kupferwerkzeuge und aus afrikanischem Elfenbein und Straußeneierschalen gefertigte Gegenstände, die auf Handelskontakte mit Afrika hindeuten.

## Kulturelle Einordnung
In den meisten Beschreibungen der Siedlung wird von etwa 1.000 bis 1.500 Bewohnern ausgegangen; in der ausführlichen aktuellen Dokumentation vor Ort sprechen die Forscher von ca. 5.000 Bewohnern. Aufgrund der verschiedenen Funde gehen sie von einer arbeitsteiligen, hierarchisch gegliederten Gesellschaft aus. Los Millares wird als Teil der Megalith- und Glockenbecherkultur aufgefasst. Ähnlichkeiten zwischen der Architektur von Los Millares und der von Monte d’Accoddi auf Sardinien wurden festgestellt. Zur gleichen Zeit wie Los Millares bestanden in der Umgebung weitere Siedlungen in Almizaraque (Bajo Almanzora), Terrera Ventura (Tabernas), El Tarajal (Campo de Níjar), El Malagón, Las Angosturas, Cerro de la Virgen, Cabezo del Plomo (Mazarrón), Les Moreres (Crevillente) etc. Gleichzeitig bestanden bedeutende Siedlungsplätze in Los Silillos und Cabrera. Nachfolger war die El-Argar-Kultur, für die der Fundplatz Vila Nova de São Pedro in Portugal steht.

## Museen
Die bedeutendsten Funde aus Los Millares werden im Museo Arqueológico Nacional de España in Madrid gezeigt; das Museum von Almería bewahrt ebenfalls einige Stücke. An Ort und Stelle wurden verschiedene Rekonstruktionen der Bauten vorgenommen.